# Selenemys
Selenemys is een geslacht van uitgestorven pleurosternide schildpadden uit het Laat-Jura van Centraal-West Portugal. Het is bekend van verschillende exemplaren die zijn teruggevonden in het Lusitanian-bekken, daterend uit het Laat-Kimmeridgien. Het was een van de vroegste Europese pleurosterniden, nauwer verwant aan de pleurosterniden uit het Laat-Krijt van Europa dan de hedendaagse pleurosterniden van Noord-Amerika. Dit geslacht werd in 2011 benoemd door Adán Pérez-García en Francisco Ortega en de typesoort is Selenemys lusitanica.
Het holotype is gehuisvest in het Laboratorium voor Paleontologie en Paleo-ecologie van het ALT-Genootschap voor Natuurlijke Historie (Torres Vedras, Portugal).